# 2004年アテネオリンピックのエストニア選手団
2004年アテネオリンピックのエストニア選手団（2004ねんアテネオリンピックのエストニアせんしゅだん）は、2004年8月13日から8月29日にかけてギリシャの首都アテネで開催された2004年アテネオリンピックのエストニア選手団、およびその競技結果。

## 概要
今大会は、銀メダル1個、銅メダル2個の合計3個のメダルを獲得した。

## メダル
| メダル | 選手名                     | 競技 | 種目          |
| ------ | -------------------------- | ---- | ------------- |
| 銅     | アレクサンドル・タンメルト | 陸上 | 男子円盤投    |
| 銅     | インドレク・ペルテルソン   | 柔道 | 男子100kg超級 |